# سیارک ۹۴۱۳
سیارک ۹۴۱۳ (به انگلیسی: 9413 Eichendorff، نامگذاری:1995SQ54) نه هزار و وچهارصد و سیزدهمین سیارک کشف شده‌است که در ۲۱ سپتامبر ۱۹۹۵ کشف شد.
قدر مطلق سیارک برابر ۱۵٫۱۰ است.